# Oberhausen an der Nahe
Oberhausen an der Nahe ist eine Ortsgemeinde im Landkreis Bad Kreuznach in Rheinland-Pfalz. Sie gehört der Verbandsgemeinde Rüdesheim an.

## Geographische Lage

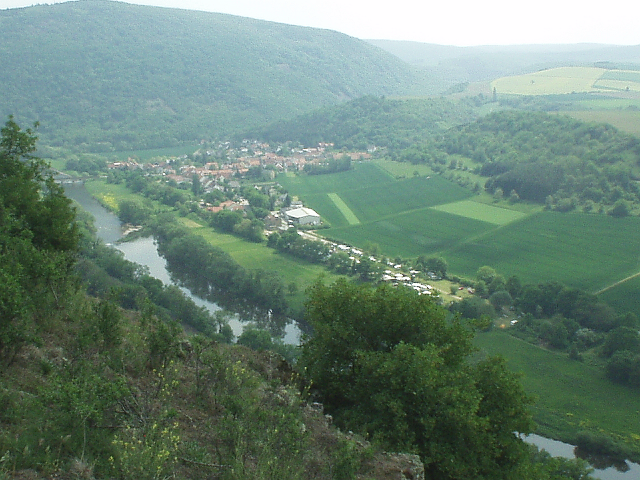
Oberhausen von Nordwesten

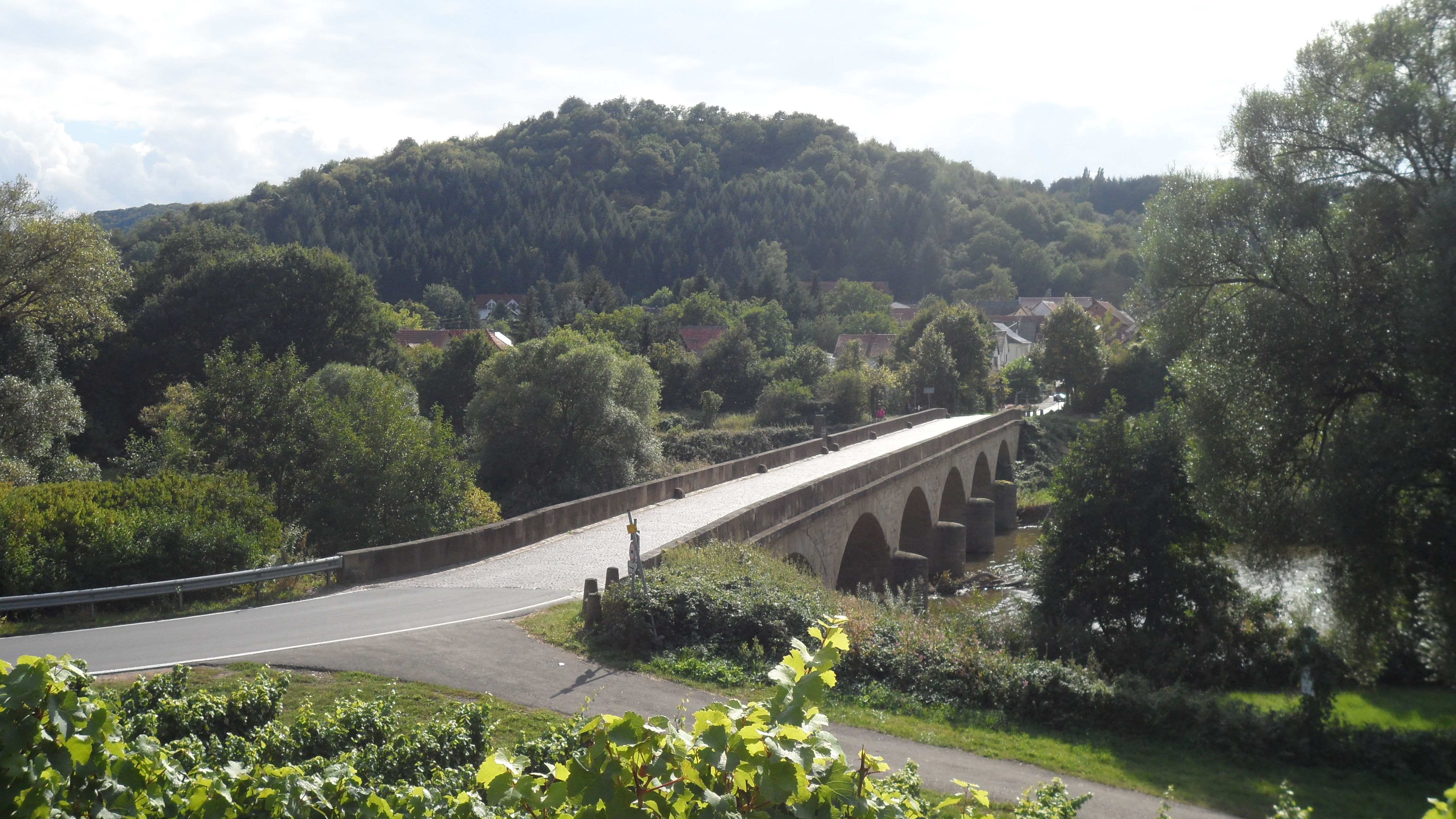
Luitpold-Brücke – sechsbogige Steinbrücke über die Nahe (in Richtung Oberhausen fotografiert)

Die Weinbaugemeinde Oberhausen liegt an der Nahe am Fuße des Lembergs. Umliegende Nachbarorte sind Niederhausen, Hallgarten, Duchroth und Waldböckelheim.

## Geschichte
Am Buchwald wurde 1937 ein ehemaliger römischer Gutshof entdeckt. Auf dem Lemberg befand sich vermutlich ein französischer optischer Telegraph, der Nachrichten zwischen Mainz und Metz übermittelte. Oberhausen wurde in der Merowingerzeit gegründet und stand unter dem Einfluss des Klosters Disibodenberg. Bei der Aufteilung des Nahegaus gelangte der Ort an die Grafen von Zweibrücken, die es als Lehen an die Ritter von Montfort weitergaben.
Nach dem Wiener Kongress gehörte Oberhausen zu Bayern, wo es bis zum Ende des Zweiten Weltkriegs verblieb. Oberhausen war bis zum 1. Januar 1965 mit dem Nachbarort Duchroth zur Ortsgemeinde Duchroth-Oberhausen vereinigt.
Bei der rheinland-pfälzischen Verwaltungsreform wurde es aus dem Landkreis Rockenhausen in den Landkreis Bad Kreuznach umgegliedert. In kirchlicher Hinsicht gehört Oberhausen weiterhin zur Evangelischen Kirche der Pfalz und zum Bistum Speyer.
Bevölkerungsentwicklung
Die Entwicklung der Einwohnerzahl von Oberhausen an der Nahe, die Werte bis 1987 beruhen auf Volkszählungen:
| Jahr | Einwohner |
| 1939 | 348       |
| 1950 | 370       |
| 1961 | 395       |
| 1970 | 364       |
| 1987 | 389       |
| 2005 | 423       |
| 2023 | 356       |

## Politik

### Bürgermeister
Marcus Röth wurde am 14. Juli 2021 Ortsbürgermeister von Oberhausen. Die Neuwahl durch den Gemeinderat wurde notwendig, da seine Vorgängerin ihr Amt niedergelegt hatte und für eine am 14. März 2021 angesetzte Direktwahl kein gültiger Wahlvorschlag eingereicht wurde.
Röth wurde im Juni 2024 wiedergewählt.
Röths Vorgängerin Anna-Eleonore Kuhn hatte zum 31. Dezember 2020 ihr Amt aus gesundheitlichen Gründen niedergelegt. Seit 2014 in dieser Funktion, war sie bei der Direktwahl am 26. Mai 2019 in ihrem Amt bestätigt worden. Nach der Niederlegung führte zunächst der Erste Beigeordnete Hermann Fries die Amtsgeschäfte, der sein Amt jedoch zum 31. Mai 2021 ebenfalls niederlegte. Anschließend wurden die Aufgaben vom Beigeordneten Oliver Wilbert wahrgenommen.

## Wirtschaft und Infrastruktur

### Weinbau
Oberhausen an der Nahe gehört zum „Weinbaubereich Nahetal“ im Anbaugebiet Nahe. Im Ort sind acht Weinbaubetriebe tätig, die bestockte Rebfläche beträgt 32 Hektar. Etwa 94 % des angebauten Weins sind Weißweinrebsorten (Stand 2007). Im Jahre 1979 waren noch 13 Betriebe tätig, die damalige Rebfläche betrug 44 Hektar.
Am 29. September 2017 wurde Katharina Staab aus Oberhausen zur 69. Deutschen Weinkönigin 2017/18 gewählt.

### Verkehr
- Im Osten verläuft die Bundesstraße 48.
- In Norheim ist ein Bahnhof der Nahetalbahn.

## Persönlichkeiten

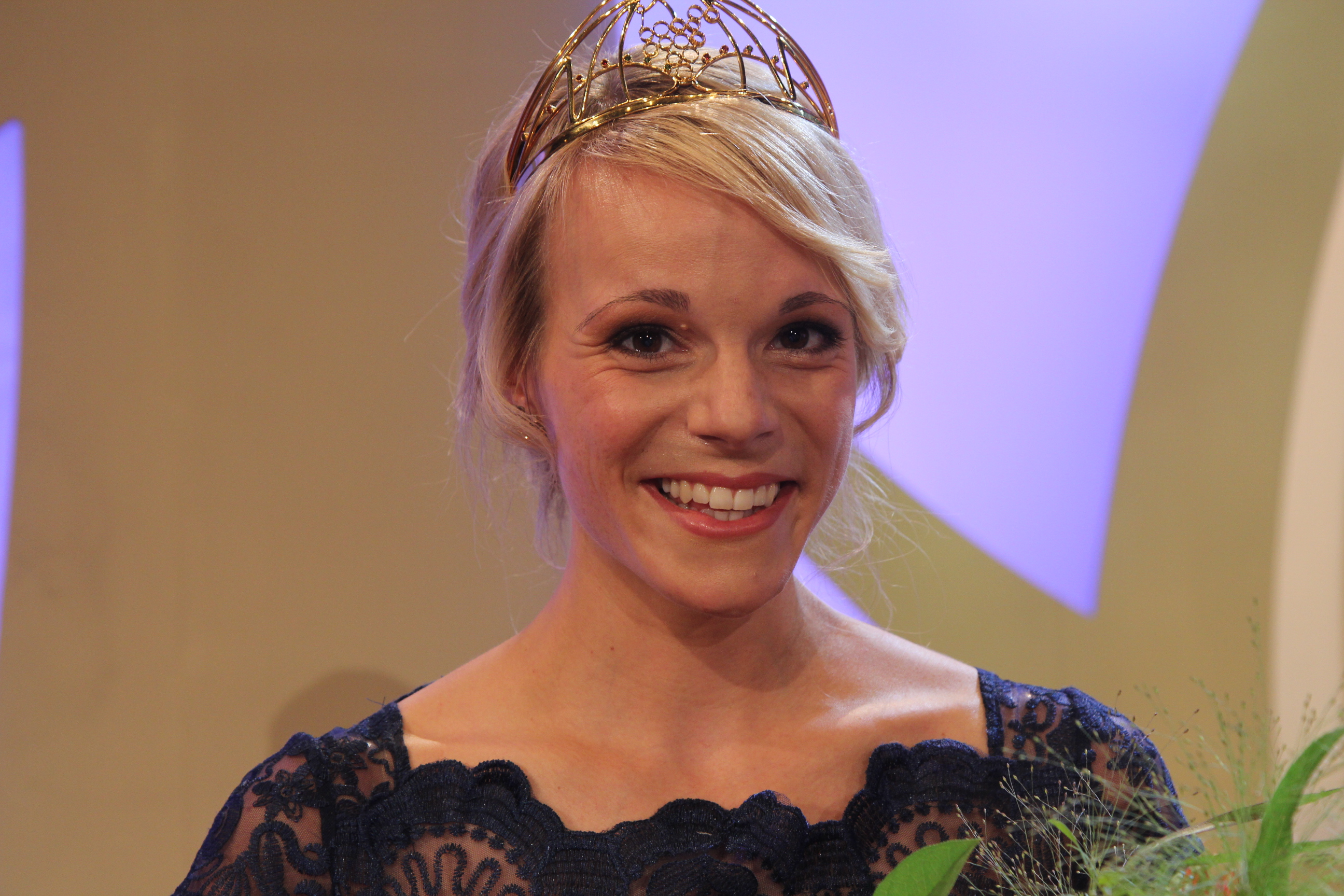
Katharina Staab, Deutsche Weinkönigin

- Daniela Faller (* 1982), Naheweinkönigin 2002/2003
- Katharina Staab (* 1990), Deutsche Weinkönigin 2017/2018; 69. Deutsche Weinkönigin